# Deer Woman
Deer Woman, o Deer Lady, (en inglés: mujer ciervo) es un ser de la mitología nativa norteamericana, que se representa como una mujer que puede transformarse, tomando distintos aspectos. El mito está especialmente desarrollado en la zona de Oklahoma, Fort Dodge, Iowa, la zona oeste de Estados Unidos y la zona noroeste del Pacífico.

## En el folclor nativo norteamericano
La leyenda de la Deer Woman aparece en los de los pueblos sioux, ojibwe, ponca, omaha, cheroqui, muscogee, seminole, choctaw, otoe, pawnee e iroquois. Según la tradición ojibwe, puede ser repelida mediante el uso del tabaco y cánticos otros afirman que es posible quebrar su hechizo si le miras sus pezuñas. Una vez que uno la logra reconocer por lo que veraderamente es, ella huye.
Según la leyenda puede aparecer como una mujer anciana, o una dama joven, o un ciervo. Según algunas descripciones la parte superior de su cuerpo es el de una mujer mientras que sus miembros inferiores son los de un venado de cola blanca.
Se dice que a veces la Deer Woman es avistada como una mujer hermosa apenas fuera de la senda que se transita, o escondida entre los arbustos, que llama a los hombres para que se aproximen. También se suele decir que la Deer Woman tiene todos los rasgos y características físicas de una mujer joven, excepto sus pies, que toman la forma de pezuñas de venado y sus ojos acaramelados de venado. 
Los hombres que son seducidos por su presencia a menudo descubren demasiado tarde que ella no es una persona y son asesinados. Otras historias y tradiciones indican que el avistamiento de la Deer Woman es un signo de una transformación personal o advertencia. Se dice que a la Deer Woman le gusta bailar y a veces se incorporará a un baile comunal, alejándose luego en forma desapercibida, una vez que el ritmo de los tambores ha cesado.

## Paralelismos
La Deer Woman es de naturaleza similar a otras figuras y criaturas femeninas del folclore en otras regiones tales como La Llorona de México y el suroeste de Estados Unidos, la Siguanaba y la Cegua en Centroamérica, la Fiura de Chile, la Patasola y la Tunda de Colombia, la Iara de Brasil, la Xana de Asturias (España), y las Naag Kanyas (mujeres serpientes) de la India. Todas son mujeres que de a ratos se convierten en suertes de sirenas que atraen a los hombres a su perdición.
Esta deformidad física en una mujer que en el resto es perfectamente normal, es un tema que se repite entre las figuras de sirenas legendarias. La Deer Woman posee pezuñas en lugar de pies, la Patasola y la Tunda poseen pies deformes y la Llorona a veces es descrita como sin pies. Por otra parte, la Iara es una mujer pez con un agujero de respiración en el cuello. 

## En la cultura popular
- Una de estas criaturas aparece en un episodio dirigido por John Landis, titulado Deer Woman, de la serie Masters of Horror.
- Tiene un rol como personaje recurrente en la serie Reservation Dogs, de Sterlin Harjo y Taika Waititi, interpretada por Kaniehtiio Horn. La serie se desarrolla en un contexto de comunidades nativoamericanas de Oklahoma.